# Calbuco
För andra betydelser, se Calbuco (olika betydelser).
Calbuco är en aktiv vulkan som ligger i närheten av städerna Puerto Montt och Puerto Varas i södra Chile omkring 100 mil ifrån huvudstaden Santiago. Den fick 22 april 2015 ett utbrott, för första gången på mer än 42 år. Stora mängder aska slängdes upp från vulkanen, men varken någon lava eller större stenar. Över 4 000 personer har hittills fått evakueras. Den 2 003 meter höga vulkanen hade sitt senaste utbrott 1972 och anses vara en av tre vulkaner i Chile som kan vara farligast, av landets totalt 90 aktiva vulkaner.

## Galleri

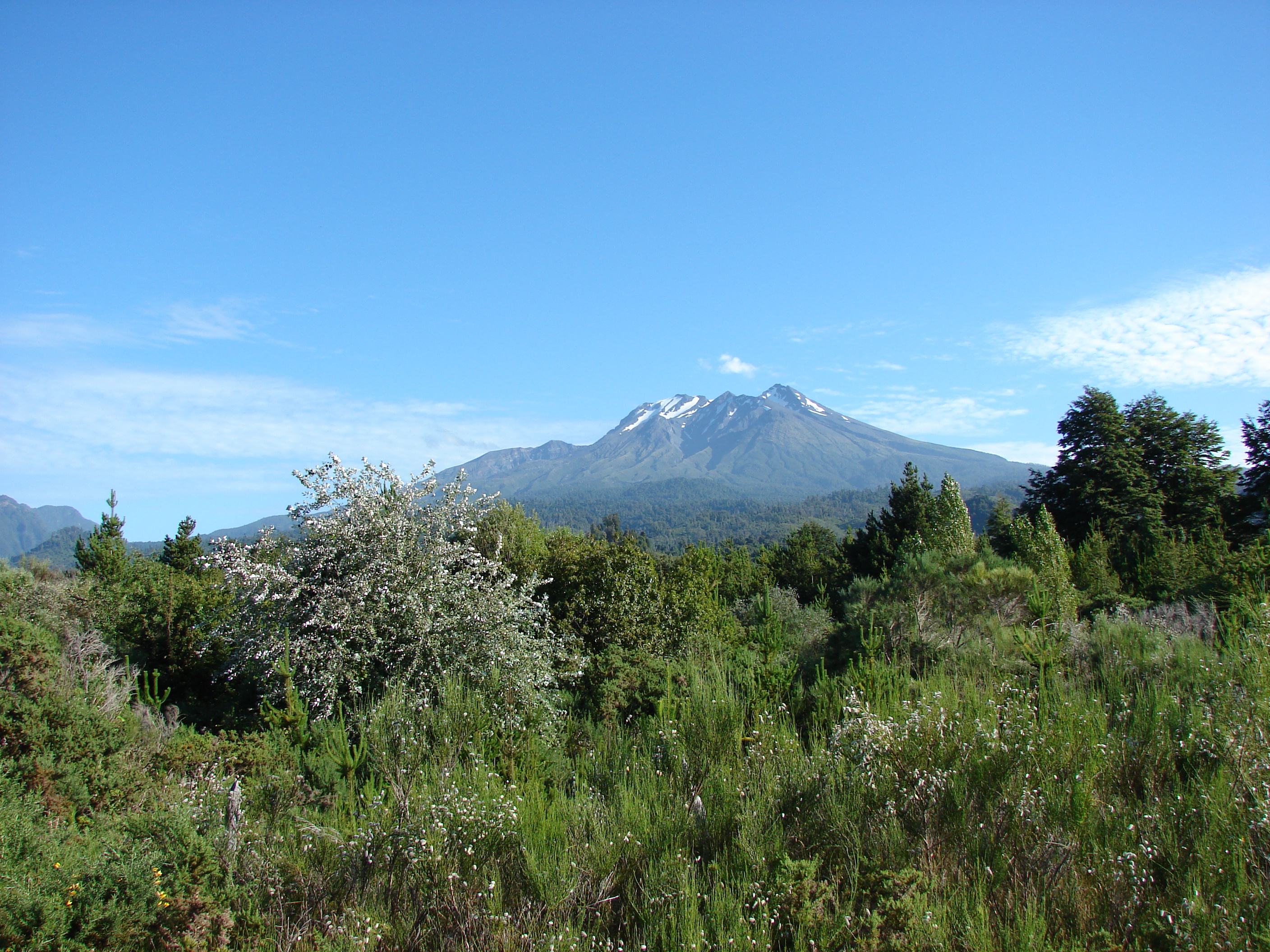
Calbuco sett från nord.
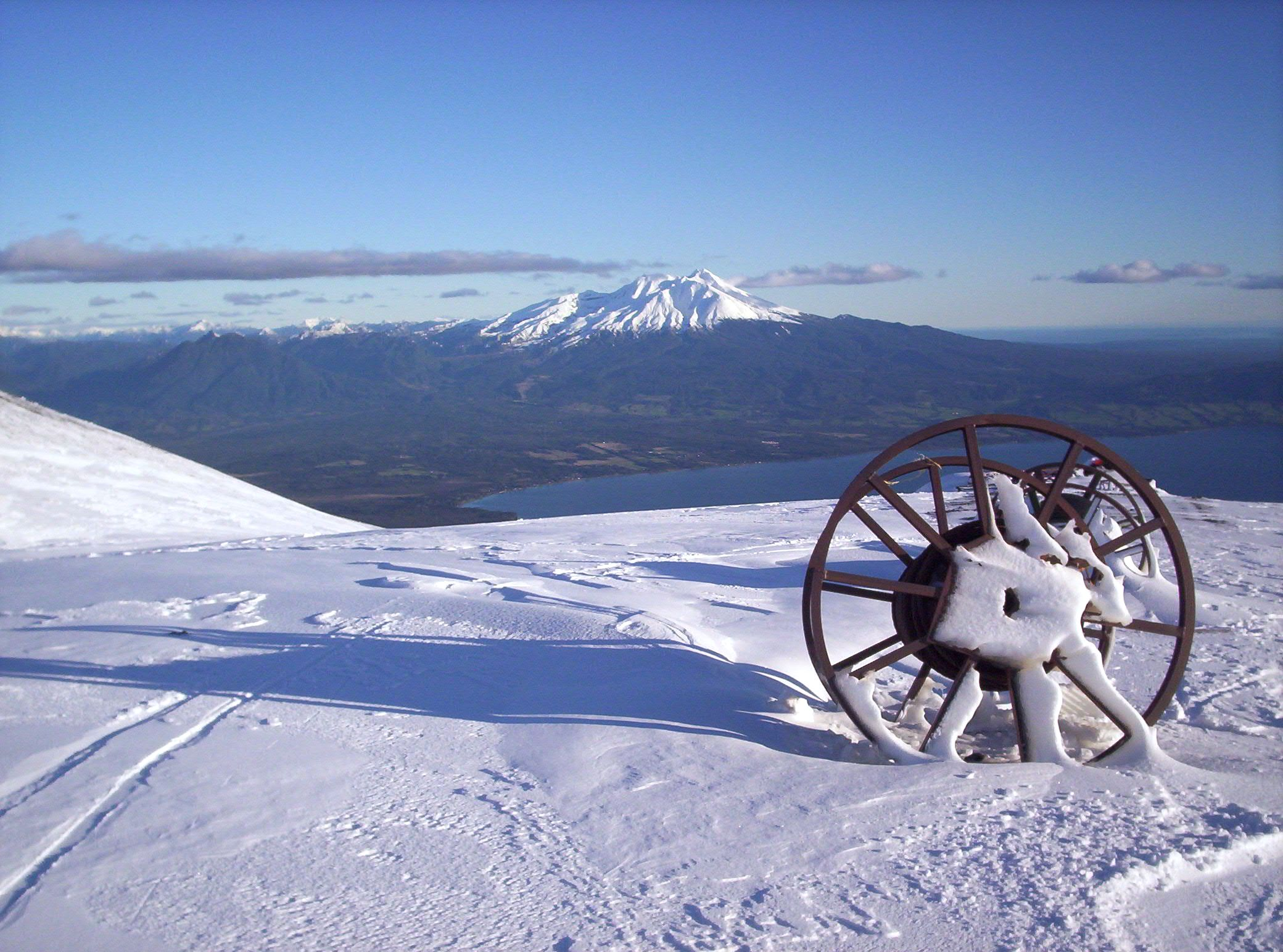
Sett från vulkanen Osorno.
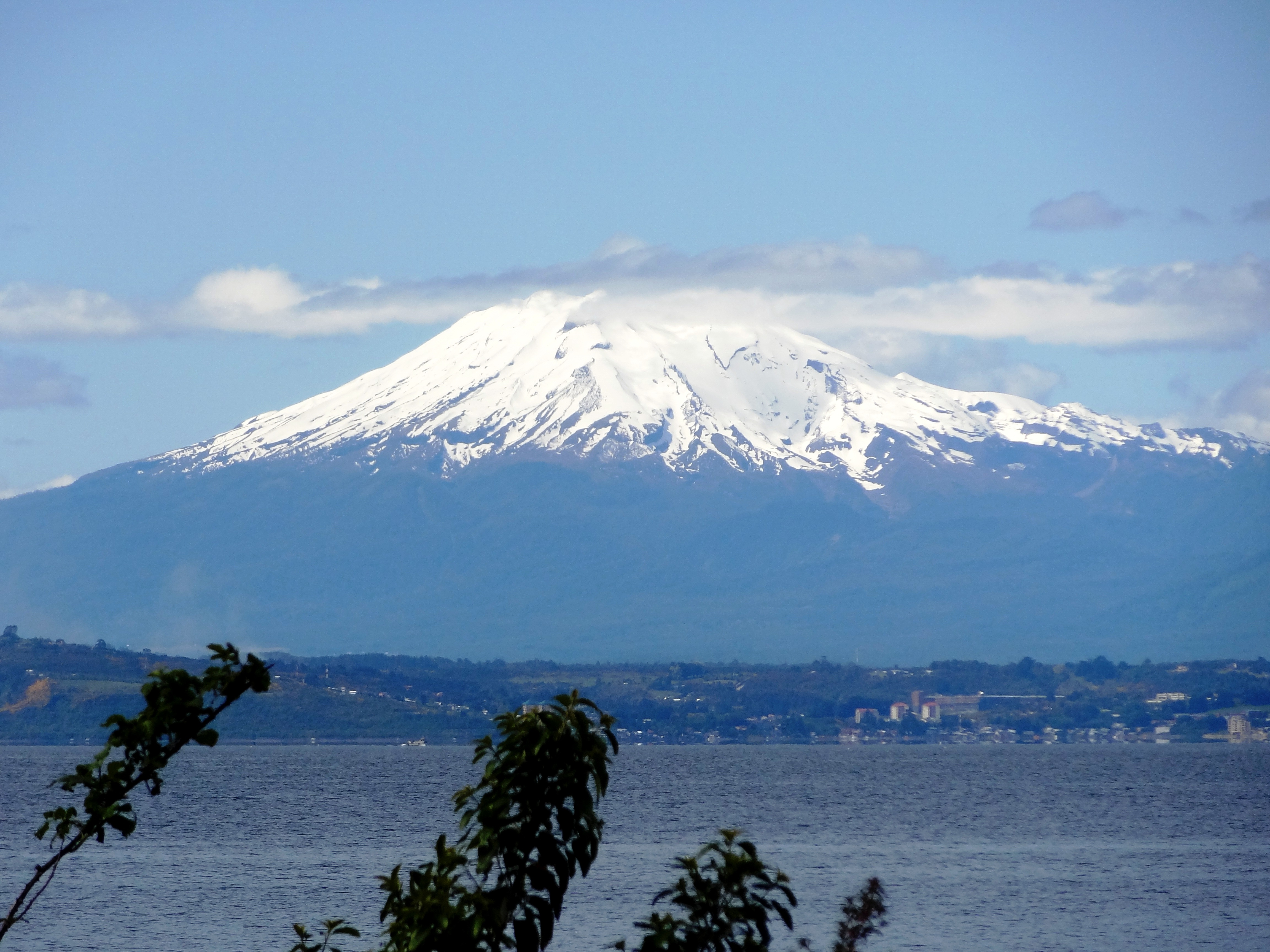
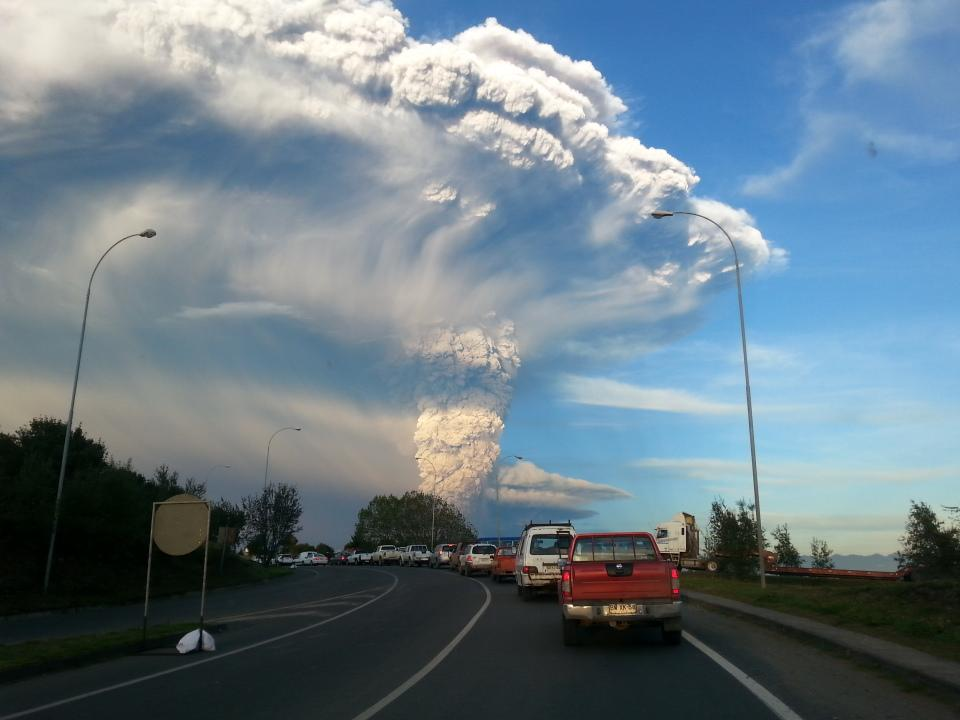
Vulkanens askmoln vid utbrottet 2015.